# Józef Bieniasz
Józef Bieniasz (* 18. März 1892 in Podzwierzyniec bei Łańcut; † 2. August 1961 in Krakau) war ein polnischer Journalist und Schriftsteller, der insbesondere Kinder- und Jugendbücher schrieb.

## Leben
Bieniasz besuchte von 1902 bis 1910 das Gymnasium in Rzeszów und legte das Abitur 1916 als externer Schüler in Łańcut ab. Anschließend wurde er in die österreichische Armee einberufen und nahm am Ersten Weltkrieg teil. Nach dem Krieg studierte er von 1919 bis 1925 an der Johann-Kasimir-Universität in Lwów. Als Journalist und Literat arbeitete er ab 1929 und schrieb für die Zeitungen Wiek Nowy, Kurier Lwowski und Gazeta Lwowska. In der Stadtverwaltung von Lwów arbeitete er von 1936 bis 1939 in der Abteilung für Kultur und Kunst.
Während der deutschen Besetzung hielt er sich im Gebiet von Rzeszów auf und leitete die Industrie- und Handelskammer in Jarosław. Zudem war er aktiv im Untergrund tätig. Nach dem Zweiten Weltkrieg siedelte er nach Krakau um und war von 1948 bis 1951 literarischer Leiter in den Verlagen Krakowskie Towarzystwo Wydawnicze und Wiedza-Zawód-Kultura. Seine Prosatexte und Artikel veröffentlichte er von 1951 bis 1954 in Życie Literackie, 1951 in Od A do Z, 1952 in Echo Tygodnia und 1958 in Nowy Nurt.

## Werke

### Prosa
- Edukacja Józia Barącza. Powieść z życia studentów, 1933; 4. durchgesehen und erg. Auflage, 1957
- Maturanci. Powieść z życia studentów, 1933
- Korporanci. Powieść z życia studentów, 1934
- Narodziny bestii. Powieść, 1934
- W puszczy nad Salatrukiem. Powieść, 1935
- Duch Czarnohory. Powieść, 1936
- Wilki wyją. Powieść, 1937
  - Die Wolfsgeschwister, übersetzt von Paul Kutzner, Stuttgart 1938
- Leśne wygi. Powieść, 1938
- Nasi za Olzą ... Opowiadanie, 1938
- Śląsk Cieszyński. Zarys historyczny; 18 lat pod panowaniem czeskim; Powrót do Macierzy, 1938
- Turul, król karpackiej puszczy. Powieść dla dzieci i młodzieży, 1938
  - Turul, übersetzt von Paul Kutzner, Stuttgart 1952
- Lawina idzie. Powieść sportowo-turystyczna, 1947
- Przygody wilka Gagatka. Bajka, 1947
- W sidłach wodnika. Baśń, 1948
- Leśny spryciarz, 1954
- Pszczoły i trutnie, 1954
- Grześ, syn Turula, 1957
- Na szlaku Stanleya, 1958
- W karpackiej puszczy. Powieść, 1959
  - In der Karpatenwildnis, übersetzt von Elisabeth Szubert, Berlin 1963
- Gabriela Zapolska. Opowieść biograficzna, 1960

### Drama
- Jak kowalicha diabła wykiwała. Sztuka ludowa w 2 aktach ze śpiewami, ca. 1934
- Księżniczka Snieżyczka i baba Wija. Baśń sceniczna w 3 odsłonach dla dzieci od lat 5 do 15, 1935
- Stary Rok w opałach. Wielka rewia świąteczna dla teatrów amatorskich z muzyką i śpiewkami, 1935
- Lwowskie przedmieście. Sztuka w 3 aktach ze śpiewami, 1939
- Formuła L. 24, UA: Michał-Bałucki-Theater in Jarosław 1946